# Калинковичско-Мозырская операция
Калинковичско-Мозырская наступательная операция (8—30 января 1944 года) — наступательная операция советских войск Белорусского фронта в Великой Отечественной войне.

## План операции
В зимней кампании 1943—1944 годов советское командование ставило цели разгромить немецкие войска в восточных областях Белорусской ССР и освободить Минск. Сражения в ноябре-декабре 1943 года (Гомельско-Речицкая операция, Витебская операция 1943 года) показали, что без решительного усиления группировки советских войск на этом направлении эти задачи решены быть не могут. Поэтому новые планы были приведены к более реальным целям. В частности, перед Белорусским фронтом (командующий генерал армии К. К. Рокоссовский) 2 января 1944 года Ставка Верховного Главнокомандования поставила задачу: разбить группировку противника в районе Мозыря, создать плацдарм для наступления в направлении Бобруйск—Минск, а частью сил продвинуться вдоль реки Припять на Лунинец, добиться максимально возможного продвижения для охвата бобруйской группировки противника.
В операции были задействованы 61-я армия (командующий генерал-лейтенант П. А. Белов), 65-я армия (командующий генерал-лейтенант П. И. Батов), значительная часть сил 16-й воздушной армии (командующий генерал-полковник С. И. Руденко). Для операции Рокоссовский решительно усилил части обеих армий за счёт других войск фронта — в 65-й армии насчитывалось 10 стрелковых дивизий и 1-й гвардейский танковый корпус (126 танков и САУ), в 65-й армии — 6 стрелковых дивизий и танковая бригада. В оперативное подчинение командующему 61-й армии были переданы 2-й гвардейский кавалерийский корпус и 7-й гвардейский кавалерийский корпус. Также там была сосредоточена почти вся ударная артиллерия фронта — артиллерийский корпус прорыва, две артиллерийские дивизии прорыва и одна миномётная дивизия, две отдельные артиллерийские бригады. Численность советских войск составляла 232 600 человек. К участию в операции привлекались также партизаны Гомельского, Полесского и Минского партизанских соединений.
Советским войскам противостояла 2-я немецкая армия (командующий генерал пехоты Вальтер Вайс) из состава группы армий «Центр» (командующий генерал-фельдмаршал Эрнст Буш). После поражения в Смоленской операции немецкие войска с октября месяца 1943 года создавали оборону с использованием многочисленных рек и болот. На этом направлении занимали оборону 9 пехотных и 2 танковые дивизии, 3 дивизиона штурмовых орудий, кавалерийский полк. В тылу находились несколько венгерских дивизий, использовавшихся для борьбы с партизанами, которые также были брошены в бой в ходе сражения.

## Ход операции
8 января 1944 года советские войска начали наступление. На первоначальном этапе бои приняли упорный характер и в первые дни операции советские войска с трудом продавливали немецкую оборону. Ввод в бой танкового корпуса не дал желаемого результата. Однако после прорыва передовой оборонительной полосы Рокоссовский ввёл в бой южнее Мозыря сразу два кавалерийских корпуса — 2-й и 7-й гвардейские кавалерийские корпуса. Белорусские партизаны лесными дорогами провели их из района Ельска в тыл мозырской и калинковичской группировкам противника. Кавалеристы парализовали немецкие тылы, перерезали дорогу Мозырь — Петриков, лишили снабжения обороняющиеся немецкие части. Немецкое командование было вынуждено начать отвод своих войск.
Начав в этот момент решительную атаку, обе наступавшие советские армии добились значительного успеха. 61-я армия перерезала железную и шоссейную дороги Калинковичи—Жлобин, освободила Домановичи и обошла вражескую группировку с севера. Наступавшая южнее 65-я армия также быстро продвинулась вперёд. 11 января Рокоссовский сменил направления ударов кавалерийских и танкового корпусов с целью дезориентировать противника. Во многом это ему удалось. Днём 14 января были взяты штурмом при содействии партизан главные опорные пункты вражеской обороны и транспортные узлы — города Калинковичи и Мозырь. Продолжая наступление, войска 65-й армии 20 января освободили город Озаричи, а 61-й армии и партизаны 23 января — город Лельчицы.
С выходом советских войск на реки Ипа, Припять и Птичь советское наступление было остановлено. К тому времени противник перебросил в район наступления до 2 пехотных дивизий, 3 дивизиона штурмовых орудий, 7 охранных батальонов. В результате Калинковичско-Мозырской операции советские войска продвинулись по лесной и болотистой местности в целом на 30 — 40 километров, на отдельных направлениях — до 60 километров. Была охвачена с юга бобруйская группировка противника, что позднее облегчило её разгром в ходе Белорусской стратегической операции. По словам немецкого генерала К. Типпельскирха, в середине января 1944 года 2-я немецкая армия была под угрозой полного окружения и лишь ценой огромных усилий немецкому командованию удалось вывести её из-под удара. Немецкие части понесли большой урон (например, по советским оценкам только в боях за Мозырь их потери убитыми составили до 1500 человек, а воины 65-й армии в ходе операции уничтожили до 10 тысяч немецких солдат и офицеров). Потери советских войск составили 12 350 человек безвозвратными и 43 808 человек санитарными.
Действия войск Белорусского фронта выгодно отличались от действий соседних Западного и 2-го Прибалтийского фронтов, которые в эту зиму с большими потерями незначительно продвинулись вперёд у Витебска. Большую роль в успехе наступления сыграла тесная связь командования фронта с партизанскими отрядами и их грамотное использование. Двадцать одна воинская часть получила почётные звания Калинковичских, ещё 18 — Мозырских.